# 责任大道 (新德里)
28°36′48″N 77°13′06″E / 28.613388°N 77.218397°E

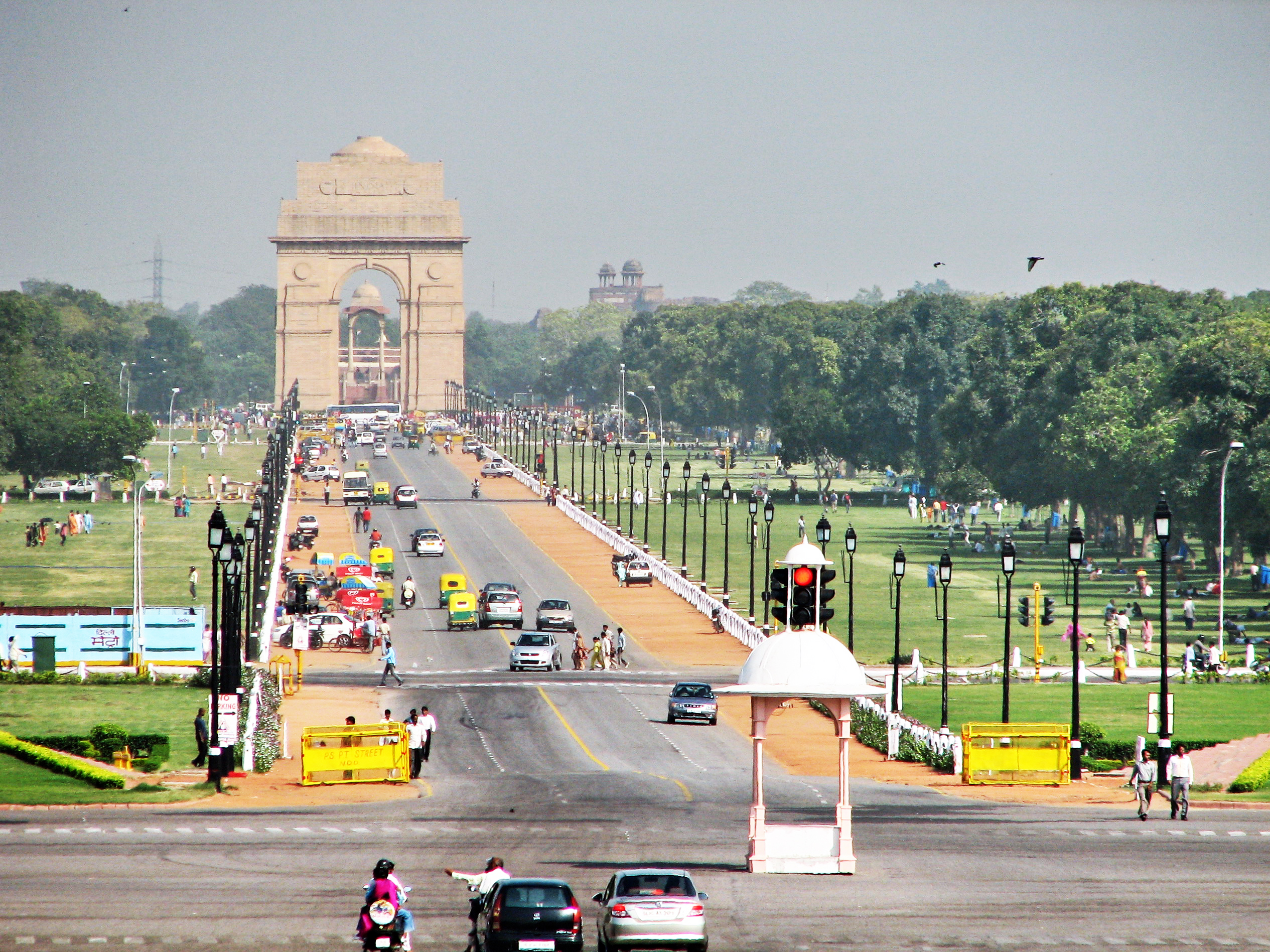
责任大道，背景为印度门

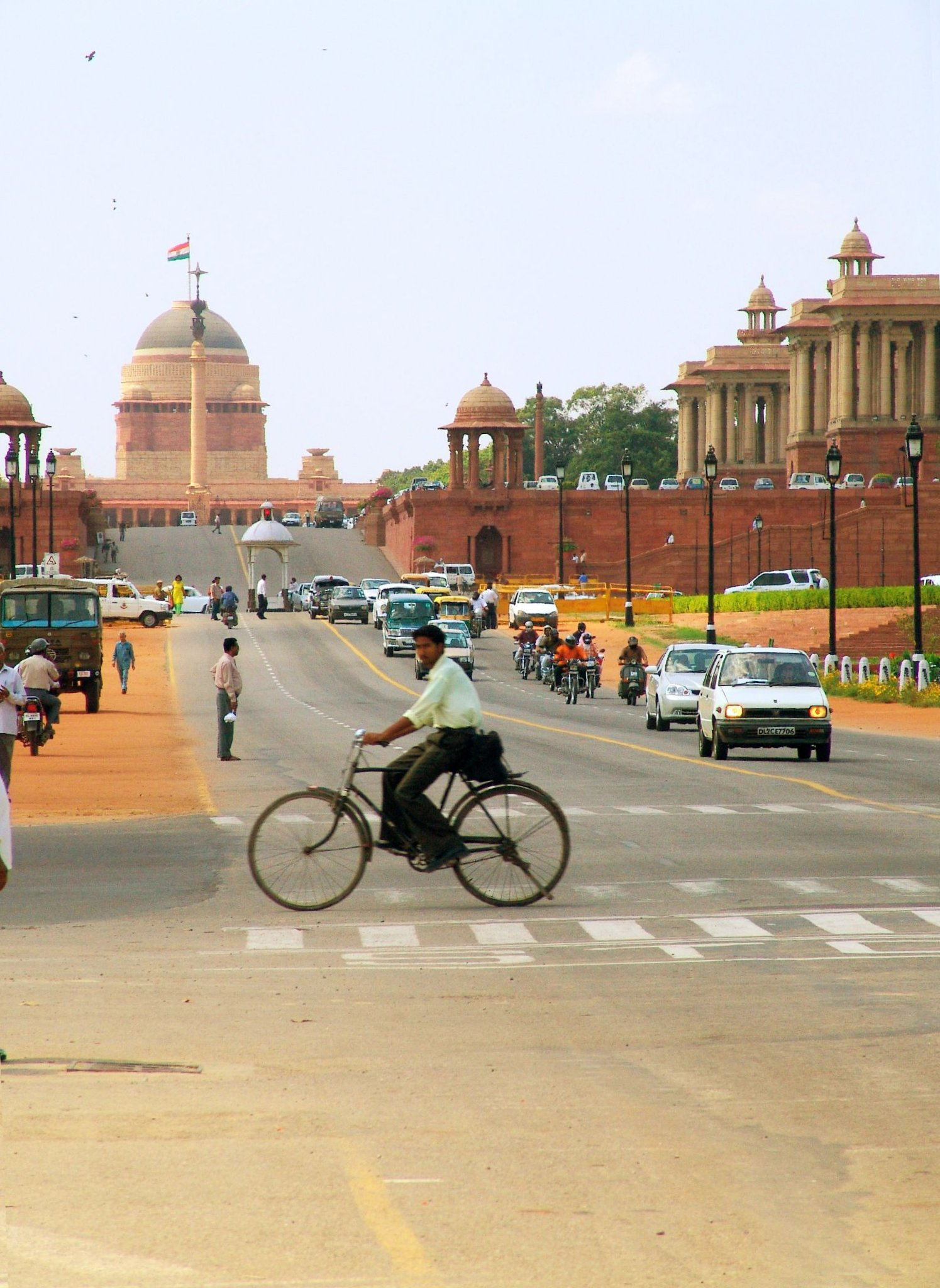
责任大道，背景为总统府

责任大道（Kartavya Path），前名国王大道（Rajpath，印地语: राजपथ）是印度共和国首都新德里的礼仪大道，东西走向，西起瑞辛納丘的印度总统府（印度独立之前为总督府），向东经过胜利广场和印度门，到国家体育场。两侧为草坪、树木及池塘。
南北走向的人民大道与此相交，向北通往德里的金融中心康诺特广场。 
英国建筑师埃德溫·魯琴斯制定了新德里城市规划，该大道是规划的中轴线。魯琴斯希望能从芮希那山丘的总督府看到德里城市的全景。国王大道周围的大部分建筑，都是由魯琴斯和赫伯特·貝克设计。 
每年1月26日共和国日阅兵在该大道举行。电影《甘地传》在此拍摄。每年1月29日在胜利广场举行鸣金收兵仪式。
其前名为国王大道，建成时为纪念英王乔治五世起名Kingsway，1955年改用印地语翻译Rajpath。2022年9月，为去殖民化，该大道改名为责任大道。